# وكالة الشؤون الثقافية اليابانية

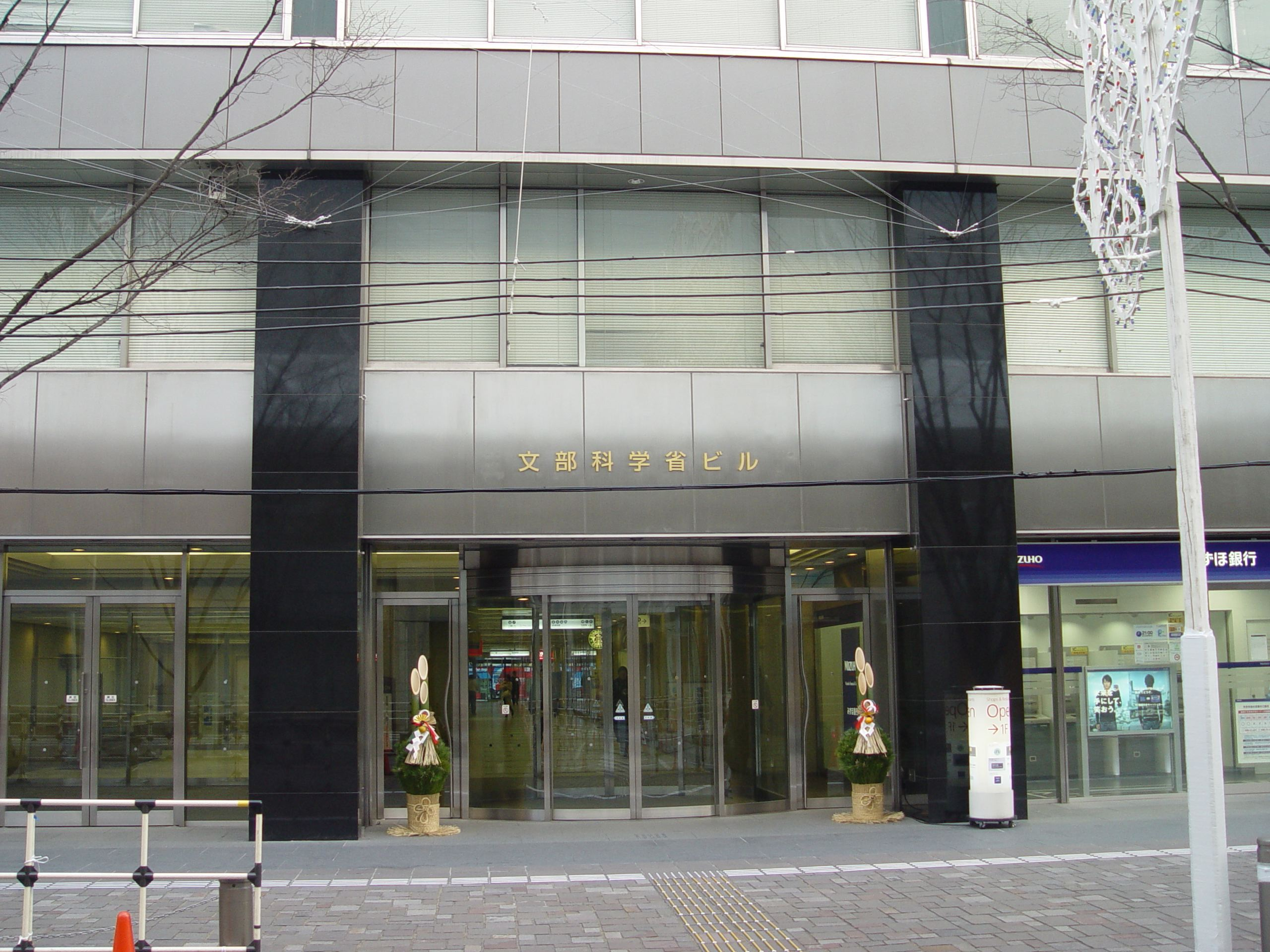
مبنى إداري مع كادوماتسو عام 2005

وكالة الشؤون الثقافية اليابانية (Agency for Cultural Affairs (文化庁 Bunka-chō) هي هيئة خاصة تابعة لوزارة التعليم والثقافة والرياضة والعلوم والتكنولوجيا اليابانية. تأسست عام 1968 للترويج للفنون والثقافة اليابانية. ارتفعت ميزانية الوكالة للسنة المالية 2018 إلى 107.7 مليار ين.

## قائمة المفوضين
- هيديمي كون (15 يونيو 1968-1 يوليو 1972)
- Kenji Adachi [安達健二] (1 يوليو 1972-12 سبتمبر 1975)
- Hisashi Yasujima [安嶋弥] (12 سبتمبر 1975 - 20 سبتمبر 1977)
- تاداشي إنومارو (犬 丸 直 ؛ 20 سبتمبر 1977-6 يونيو 1980)
- شينشيرو سانو (佐野文 一郎 ؛ 6 يونيو 1980-5 يوليو 1983)
- Isao Suzuki (鈴木 勲 ؛ 5 يوليو 1983-31 مارس 1985)
- شومون ميورا (1 أبريل 1985-1 سبتمبر 1986)
- Hitoshi Ōsaki [大崎仁] (1 سبتمبر 1986-10 يونيو 1988)
- هيروشي أويكي (植 木 浩 ؛ 10 يونيو 1988-1 يوليو 1990)
- Tsuneaki Kawamura [川村恒明] (1 يوليو 1990-1 يوليو 1992)
- هيرويوكي أوشيدا (内 田 弘 保 ؛ 1 يوليو 1992-25 يوليو 1994)
- أتسوكو توياما (25 يوليو 1994-9 يناير 1996)
- شيجيرو يوشيدا (吉田 茂 ؛ 9 يناير 1996-1 يوليو 1997)
- Hideki Hayashida [林田英樹] (1 يوليو 1997-15 يونيو 2000)
- Masamine Sasaki [佐々木正峰] (15 يونيو 2000-18 يناير 2002)
- هاياو كاواي (18 يناير 2002-1 نوفمبر 2006)
- شينجي كوندو (近藤 信 司 ؛ 1 نوفمبر 2006-1 أبريل 2007)
- Tamotsu Aoki [青木保 (文化人類学者)] (1 أبريل 2007-14 يوليو 2009)
- Hideo Tamai [玉井日出夫] (14 يوليو 2009-29 يوليو 2010)
- Seiichi Kondō [近藤誠一] (30 يوليو 2010-7 يوليو 2013)
- Masanori Aoyagi [青柳正規] (8 يوليو 2013-1 أبريل 2016)
- Ryohei Miyata [宮田亮平] (1 أبريل 2016-31 مارس 2021)
- شونيتشي توكورا (منذ 1 أبريل 2021)